# Saná
Saná (Sana) är en ort i Grekland.   Den ligger i prefekturen Chalkidike och regionen Mellersta Makedonien, i den nordöstra delen av landet, 280 km norr om huvudstaden Aten. Saná ligger 296 meter över havet och antalet invånare är 293.
Terrängen runt Saná är huvudsakligen kuperad, men åt nordost är den platt. Runt Saná är det ganska glesbefolkat, med 21 invånare per kvadratkilometer. Närmaste större samhälle är Polýgyros, 15,4 km söder om Saná. 